# Bettencourt-Saint-Ouen
Pour les articles homonymes, voir Bettencourt et Saint-Ouen.
Bettencourt-Saint-Ouen est une commune française située dans le département de la Somme en région Hauts-de-France.

## Géographie

### Localisation
Bettencourt-Saint-Ouen est un village picard situé entre Ponthieu et Amiénois.
Limitrophe de Flixecourt, le village est situé à 6 km au sud de Domart-en-Ponthieu, 9 km à l'est de Longpré-les-Corps-Saints, 10 km au sud-est d'Ailly-le-Haut-Clocher, 20 km au nord-ouest d'Amiens et à 22 km au sud-est d'Abbeville à vol d'oiseau.
Le territoire de la commune est limitrophe de ceux de quatre communes.
Les communes limitrophes sont  Belloy-sur-Somme, Flixecourt, Saint-Ouen et Vignacourt.

### Géologie et relief
Le territoire communal, situé sur le versant sud de la vallée de la Nièvre, s'étend depuis la rivière au nord-ouest jusqu'à la forêt de Vignacourt au sud (bois de Varennes et du Prieur). Jusqu'au milieu du XIXe siècle, le massif se prolongeait en partie au nord jusqu'aux limites du village.

### Hydrographie

#### Réseau hydrographique
La commune est située dans le bassin Artois-Picardie. Elle est drainée par la Nièvre, la dérivation de la Nièvre et la Bettencourt-Saint-Ouen,.
La Nièvre, d'une longueur de 22 km, prend sa source dans la commune de Naours et se jette  dans la Somme canalisée à L'Étoile, après avoir traversé 13 communes. Les caractéristiques hydrologiques de la Nièvre sont données par la station hydrologique située sur la commune. Le débit moyen mensuel est de 2,07 m3/s. Le débit moyen journalier maximum est de 5,19 m3/s, atteint lors de la crue du 28 mai 2018. Le débit instantané maximal est quant à lui de 8,97 m3/s, atteint le même jour.

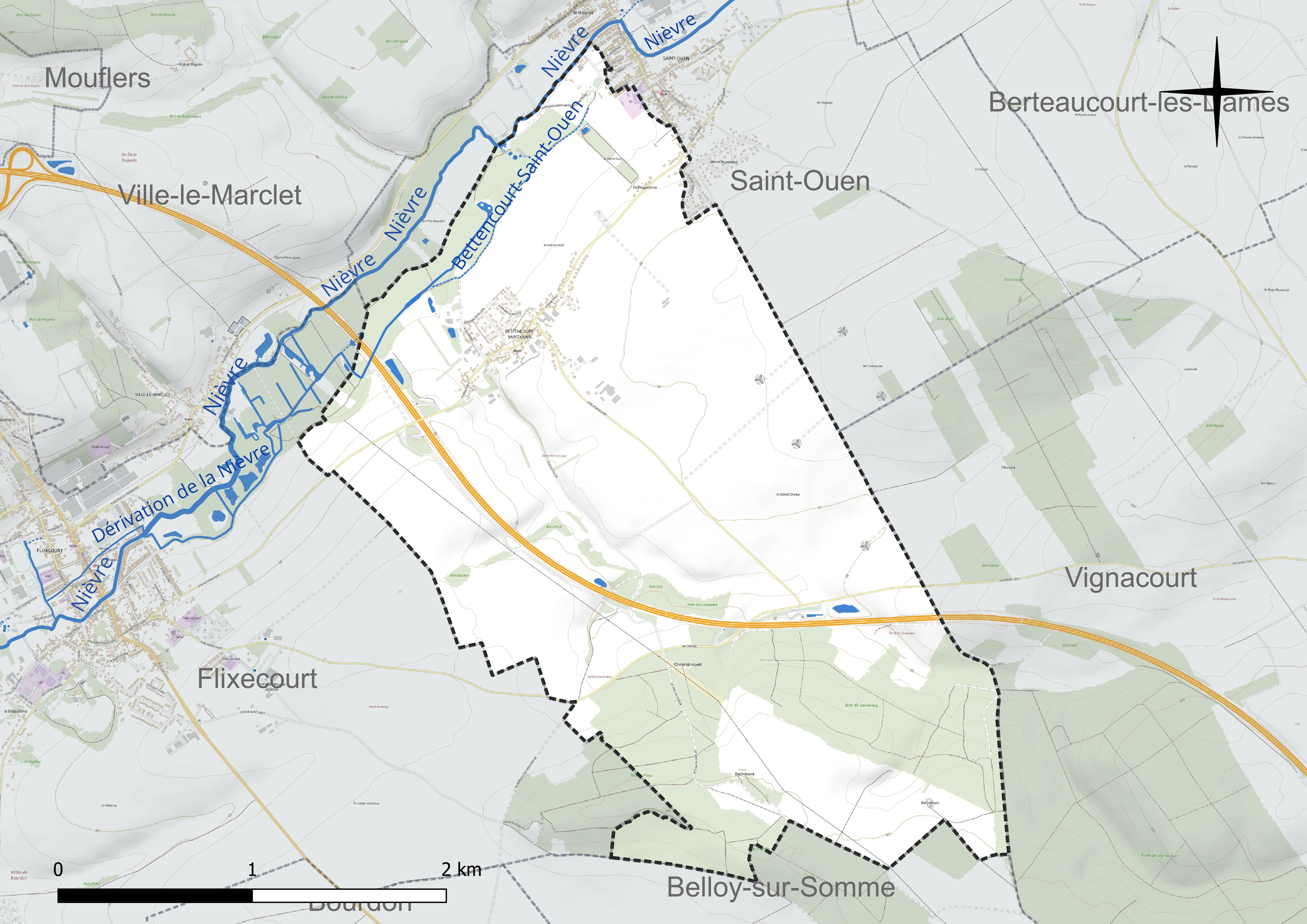
Réseau hydrographique de Bettencourt-Saint-Ouen.

#### Gestion et qualité des eaux
Le territoire communal est couvert par le schéma d'aménagement et de gestion des eaux (SAGE) « Somme aval et Cours d'eau côtiers ». Ce document de planification concerne un territoire de 1 835 km2 de superficie, délimité par le bassin versant de la Somme canalisée. Le périmètre a été arrêté le 29 avril 2010 et le SAGE proprement dit a été approuvé le 6 août 2019. La structure porteuse de l'élaboration et de la mise en œuvre est le syndicat mixte d'aménagement hydraulique du bassin versant de la Somme (AMEVA).
La qualité des cours d'eau peut être consultée sur un site dédié géré par les agences de l'eau et l'Agence française pour la biodiversité.

### Climat
Pour des articles plus généraux, voir Climat des Hauts-de-France et Climat de la Somme.
En 2010, le climat de la commune est de type climat océanique altéré, selon une étude du CNRS s'appuyant sur une série de données couvrant la période 1971-2000. En 2020, Météo-France publie une typologie des climats de la France métropolitaine dans laquelle la commune est exposée à un climat océanique et est dans la région climatique Côtes de la Manche orientale, caractérisée par un faible ensoleillement (1 550 h/an) ; forte humidité de l'air (plus de 20 h/jour avec humidité relative > 80 % en hiver), vents forts fréquents.
Pour la période 1971-2000, la température annuelle moyenne est de 10,3 °C, avec une amplitude thermique annuelle de 13 °C. Le cumul annuel moyen de précipitations est de 748 mm, avec 11,9 jours de précipitations en janvier et 8,3 jours en juillet. Pour la période 1991-2020, la température moyenne annuelle observée sur la station météorologique la plus proche, située sur la commune de Bernaville à 12 km à vol d'oiseau, est de 10,4 °C et le cumul annuel moyen de précipitations est de 877,3 mm,. Pour l'avenir, les paramètres climatiques de la commune estimés pour 2050 selon différents scénarios d'émission de gaz à effet de serre sont consultables sur un site dédié publié par Météo-France en novembre 2022.

## Urbanisme

### Typologie
Au 1er janvier 2024, Bettencourt-Saint-Ouen est catégorisée bourg rural, selon la nouvelle grille communale de densité à sept niveaux définie par l'Insee en 2022.
Elle appartient à l'unité urbaine de Saint-Léger-lès-Domart, une agglomération intra-départementale regroupant sept  communes, dont elle est une commune de la banlieue,,. Par ailleurs la commune fait partie de l'aire d'attraction d'Amiens, dont elle est une commune de la couronne,. Cette aire, qui regroupe 369 communes, est catégorisée dans les aires de 200 000 à moins de 700 000 habitants,.

### Occupation des sols
L'occupation des sols de la commune, telle qu'elle ressort de la base de données européenne d'occupation biophysique des sols Corine Land Cover (CLC), est marquée par l'importance des territoires agricoles (72,3 % en 2018), en diminution par rapport à 1990 (80,8 %). La répartition détaillée en 2018 est la suivante : 
terres arables (69,9 %), forêts (22,9 %), zones urbanisées (4,8 %), prairies (2,4 %). L'évolution de l'occupation des sols de la commune et de ses infrastructures peut être observée sur les différentes représentations cartographiques du territoire : la carte de Cassini (XVIIIe siècle), la carte d'état-major (1820-1866) et les cartes ou photos aériennes de l'IGN pour la période actuelle (1950 à aujourd'hui).

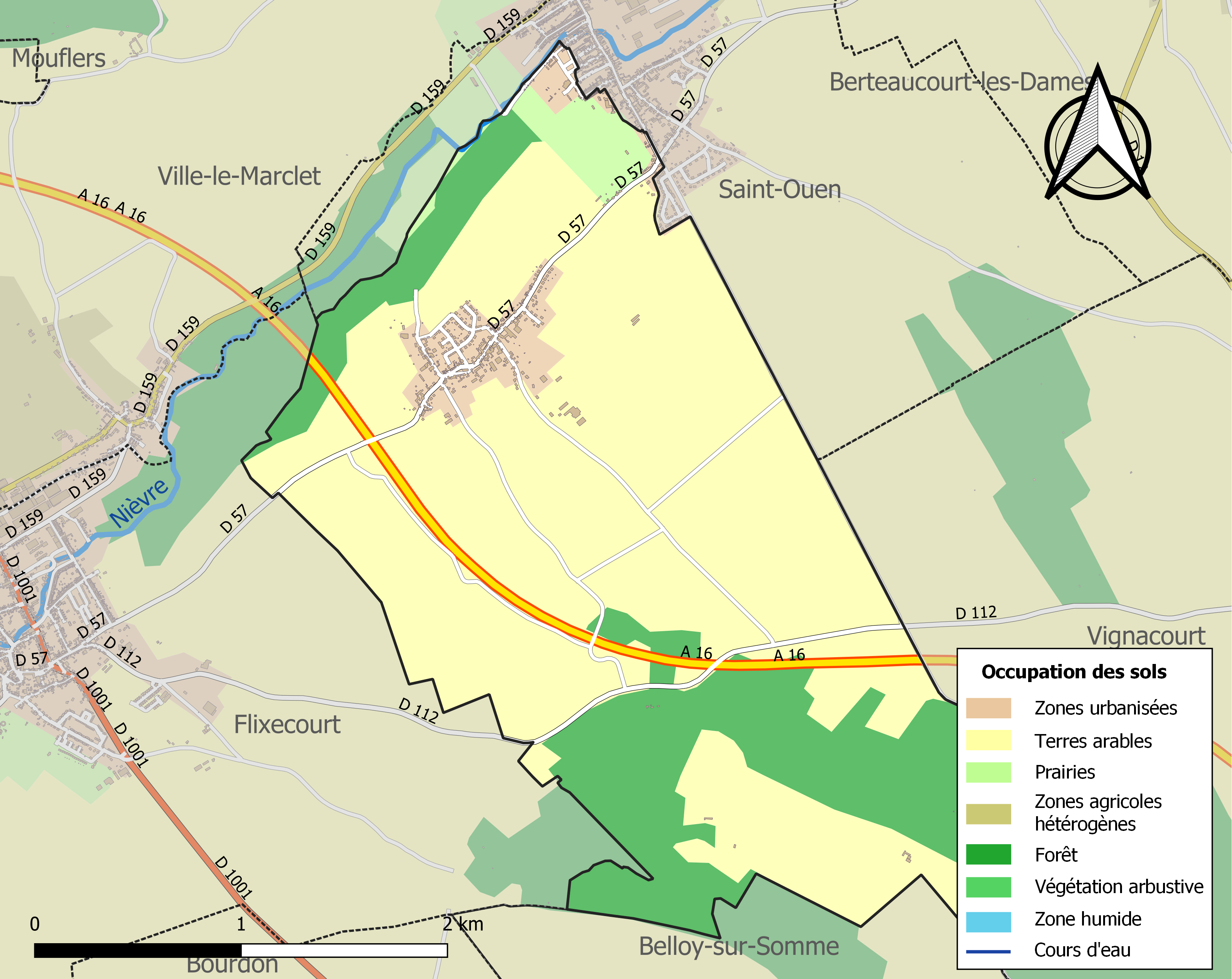
Carte des infrastructures et de l'occupation des sols de la commune en 2018 (CLC).

### Logement
Le bâti a conservé, surtout dans le haut du village, l'alignement sur rue des maisons ou des granges de fermes. L'habitat est essentiellement formé de maisons et de petites fermes. Quatre fermes de taille moyenne sont situées, pour l'une à l'entrée ouest du village, et pour les trois autres dans le haut de la Rue Principale.
Au début des années 2000, les Glycines, un lotissement de 55 logements, est créé sur le territoire communal. Une médiathèque et une micro-crèche complètent les services municipaux.

### Lieux-dits, hameaux et écarts
La commune comprend un hameau, la Briqueterie, qui fait partie de l'agglomération de la commune de Saint-Ouen (Somme).

### Voies de communication et transports
Le territoire communal est traversé par l'autoroute A16, dont la sortie 21 donne un accès aisé au village, ainsi que l'ex-route nationale 1  (actuelle RD 1001). La rue principale de la commune est constituée par la RD 57.
En 2019, la localité est desservie par la ligne d'autocars no 28 (Saint-Léger - L'Étoile - Flixecourt - Amiens) du réseau inter-urbain Trans'80.

## Toponymie
Bettencourt est attesté sous la forme Bethincurt (1150.) ; Bettencort (1168.) ; Bettincort (1210.) ; Betencort (1232.) ; Betencourt (1301.) ; Bethencourt (1507.) ; Bentencourt (1634.) ; Benrecourt (1657.) ; Bettencourt (1763.) ; Bettencourt-Saint-Ouen (1801.) ; Bettencourt-Saint-Ouin (1857.) ; Bethencourt-Saint-Ouen.

Sens du toponyme : le domaine (-court) de Betto, nom de personne germanique.
Saint-Ouen est un hagiotoponyme.

## Histoire

### Préhistoire
Cinq lieux d'occupation paléolithiques ont été révélés par une fouille préventive réalisée en 1995, sur le tracé de l'autoroute A16, Amiens-Boulogne (112 000 à 68 000 ans av. J.-C.).

### Moyen Âge
Le village est cité en 1150.
Frédéric Fournis indique « Le village et ses terres formaient au Moyen Âge et sous l'Ancien Régime une seigneurie dépendant de Picquigny, domaine des vidames d'Amiens. Possession de la famille du Bois, celle-ci passe par alliance, à la fin du XVe ou au début XVIe siècle, à la famille de Soissons-Moreuil, puis à la fin du XVIIe siècleà Jean-Noël de Barbezières, comte de Chémerault, conseiller du roi et lieutenant général. Vers 1730, le domaine passe aux Desfriches-Doria, cousins de Louise de Soissons-Moreuil. André-Joseph Desfriches, marquis Doria, porte les titres de seigneur de Cernoy, de Cayeux, de Bettencourt et de Payens »

### Époque moderne
Le château a été détruit vers 1760. Un second château a été construit sans doute pour André-Joseph Desfriches, marquis Doria et seigneur de Bettencourt vers 1777. Occupé par l'armée allemande durant la Seconde Guerre mondiale, le château est vendu en 1954. Le logis est mentionné en 2009 comme ruiné tandis que les communs ont été réhabilités et convertis en habitation
Circonscriptions d'Ancien Régime
La paroisse de Bettencourt relevait du diocèse et de l'archidiaconé d'Amiens, et du doyenné de Vignacourt. La cure était à la présentation du titulaire du personnat[C'est-à-dire ?]. La dîme était partagée en trois tiers entre deux chapelains de la cathédrale d'Amiens, le titulaire du personnat et le collège d'Amiens.

### Époque contemporaine
En 1851, le village a une importante activité textile. Cinquante-quatre fileuses, 22 tisserands, ainsi qu'un contremaître sont recensés. À partir de 1872, on note une diversification des métiers et l'apparition des ouvriers de fabrique, qui passent de 7 en 1872 à 27 en 1881. En 1906, Saint Frères emploie 110 personnes habitant le village, ce qui représente 82% des ménages.
Dès 1858, la municipalité prévoit la construction d'une nouvelle école, devant remplacer l'ancien édifice situé en bordure du cimetière. L'édifice, destiné à abriter l'école de garçons, la salle de mairie et le logement de l'instituteur, a été construit de 1860 à 1861, d'après les plans établis en 1859 par l'architecte amiénois C. Masse. L'existence d'une école de filles est attestée, dès 1872.
La construction d'une nouvelle école de filles et l'extension de l'école de garçons est réalisée d'après le devis de l'architecte Caron  approuvé le 7 mai 1896. Les travaux réalisés par  l'entrepreneur Léon Boitelle sont achevés en 1898. En 1899, l'école accueille 37 garçons et 36 filles. Le recensement de 1906 indique que les classes sont dispensées par un couple d'enseignants, logeant dans l'école.
Les destructions de la Première Guerre mondiale, qui ont notamment touché la façade de l'église, ont entraîné la reconstruction d'une partie des maisons et fermes du village.
L'école est agrandie dans la seconde moitié du XXe siècle et le rez-de-chaussée abrite la mairie et les classes, qui s'étendent également sur la cour et les extensions arrières.

## Politique et administration

### Rattachements administratifs et électoraux
Rattachements administratifs
La commune se trouve depuis 1926 dans l'arrondissement d'Amiens du département de la Somme.
Elle faisait partie depuis1801 du canton de Picquigny. Dans le cadre du redécoupage cantonal de 2014 en France, cette circonscription administrative territoriale a disparu, et le canton n'est plus qu'une circonscription électorale.
Rattachements électoraux
Pour les élections départementales, la commune fait partie depuis 2014 du canton de Flixecourt
Pour l'élection des députés, elle fait partie de la première circonscription de la Somme.

### Intercommunalité
Bettencourt-Saint-Ouen était membre de la communauté de communes du Val de Nièvre et environs, un établissement public de coopération intercommunale (EPCI) à fiscalité propre créé fin 1992 et auquel la commune avait transféré un certain nombre de ses compétences, dans les conditions déterminées par le code général des collectivités territoriales.
Dans le cadre des prescriptions de la loi portant nouvelle organisation territoriale de la République (Loi NOTRe) du 7 août 2015 prescrit, dans le cadre de l'approfondissement de la coopération intercommunale, que les intercommunalités à fiscalité propre doivent, sauf exceptions, regrouper au moins 15 000 habitants, cette intercommunalité fusionne avec la petite  communauté de communes de l'Ouest d'Amiens (CCOA) pour former, le 1er janvier 2017, la communauté de communes Nièvre et Somme, dont la commune est désormais membre.

### Liste des maires
| Période                                  | Période                      | Identité           | Étiquette | Qualité |
| ---------------------------------------- | ---------------------------- | ------------------ | --------- | ------- |
| Les données manquantes sont à compléter. |                              |                    |           |         |
| mars 2001                                | mai 2020                     | Michel Villain     |           |         |
| mai 2020,                                | En cours (au 8 octobre 2020) | M. Claude Fourcroy |           |         |

### Politique de développement durable
Un parc éolien constitué de 5 aérogénérateurs (trois sur Bettencourt, deux sur Saint-Ouen), conçu à partir de 2005 par la société Ostwind, a été inauguré en 2018.

## Population et société

### Démographie
L'évolution du nombre d'habitants est connue à travers les recensements de la population effectués dans la commune depuis 1793. Pour les communes de moins de 10 000 habitants, une enquête de recensement portant sur toute la population est réalisée tous les cinq ans, les populations de référence des années intermédiaires étant quant à elles estimées par interpolation ou extrapolation. Pour la commune, le premier recensement exhaustif entrant dans le cadre du nouveau dispositif a été réalisé en 2005.

En 2022, la commune comptait 612 habitants, en évolution de −1,92 % par rapport à 2016 (Somme : −1,26 %, France hors Mayotte : +2,11 %).
| 1793 | 1800 | 1806 | 1821 | 1831 | 1836 | 1841 | 1846 | 1851 |
| ---- | ---- | ---- | ---- | ---- | ---- | ---- | ---- | ---- |
| 286  | 316  | 467  | 368  | 416  | 446  | 437  | 456  | 470  |

| 1856 | 1861 | 1866 | 1872 | 1876 | 1881 | 1886 | 1891 | 1896 |
| ---- | ---- | ---- | ---- | ---- | ---- | ---- | ---- | ---- |
| 447  | 436  | 442  | 402  | 397  | 410  | 415  | 428  | 420  |

| 1901 | 1906 | 1911 | 1921 | 1926 | 1931 | 1936 | 1946 | 1954 |
| ---- | ---- | ---- | ---- | ---- | ---- | ---- | ---- | ---- |
| 439  | 432  | 411  | 421  | 381  | 376  | 379  | 395  | 405  |

| 1962 | 1968 | 1975 | 1982 | 1990 | 1999 | 2005 | 2006 | 2010 |
| ---- | ---- | ---- | ---- | ---- | ---- | ---- | ---- | ---- |
| 398  | 377  | 340  | 345  | 389  | 410  | 459  | 493  | 623  |

| 2015 | 2020 | 2022 | - | - | - | - | - | - |
| ---- | ---- | ---- | - | - | - | - | - | - |
| 626  | 619  | 612  | - | - | - | - | - | - |

Les recensements de populations montrent une croissance continue du nombre de maisons dans le village, qui passe de 98 en 1836 à 137 en 1911.

### Enseignement
En 2015, la commune gère une école élémentaire de trois classes.

### Autres équipements
Durant les mandats de Michel Villain, la commune a été dotée d'une micro-crèche, d'une médiathèque et de deux nouvelles classes pour l'école

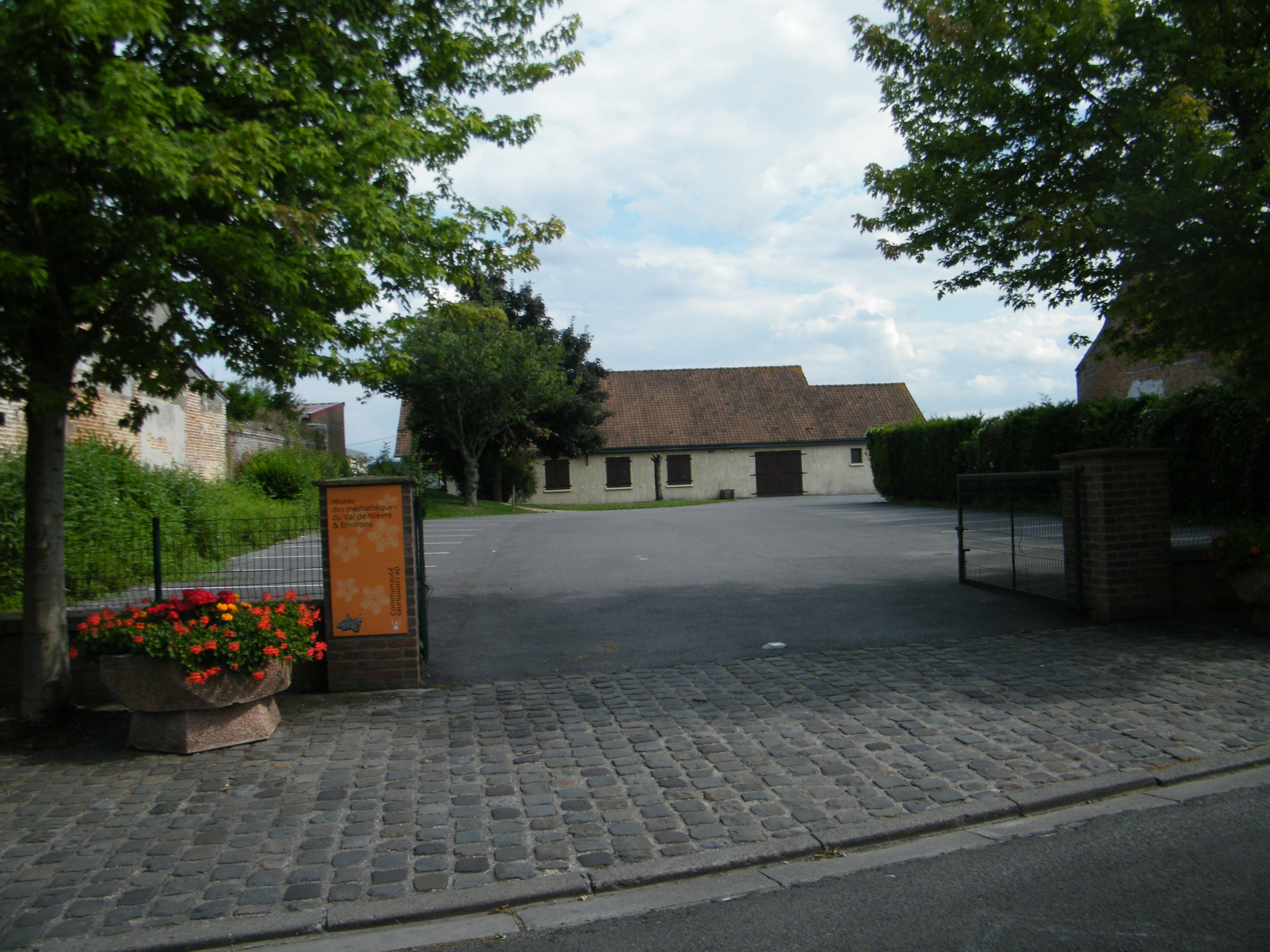
La salle communale.

## Culture locale et patrimoine

### Lieux et monuments
- Église Saint-Martin. 
Le conseil municipal ayant décidé la démolition de l'église primitive, devenue trop petite, en 1848, l'édifice actuel est construit d'après les plans et devis de Charles Demoulins, architecte à Doullens, en conservant le clocher en façade. Elle est consacrée en 1850.
Endommagée durant la Première Guerre mondiale, la façade occidentale est reconstruite en 1929, sur le projet de Louis Raquet, architecte à Amiens, avec remplacement du clocher par un campenard dans les années 1930.
L'édifice, de plan allongé à vaisseau unique et chevet semi-circulaire, est construit en brique et couvert d'ardoise. La façade-pignon, de style classique, est ponctuée de pilastres et surmontée d'un clocher-mur[28].

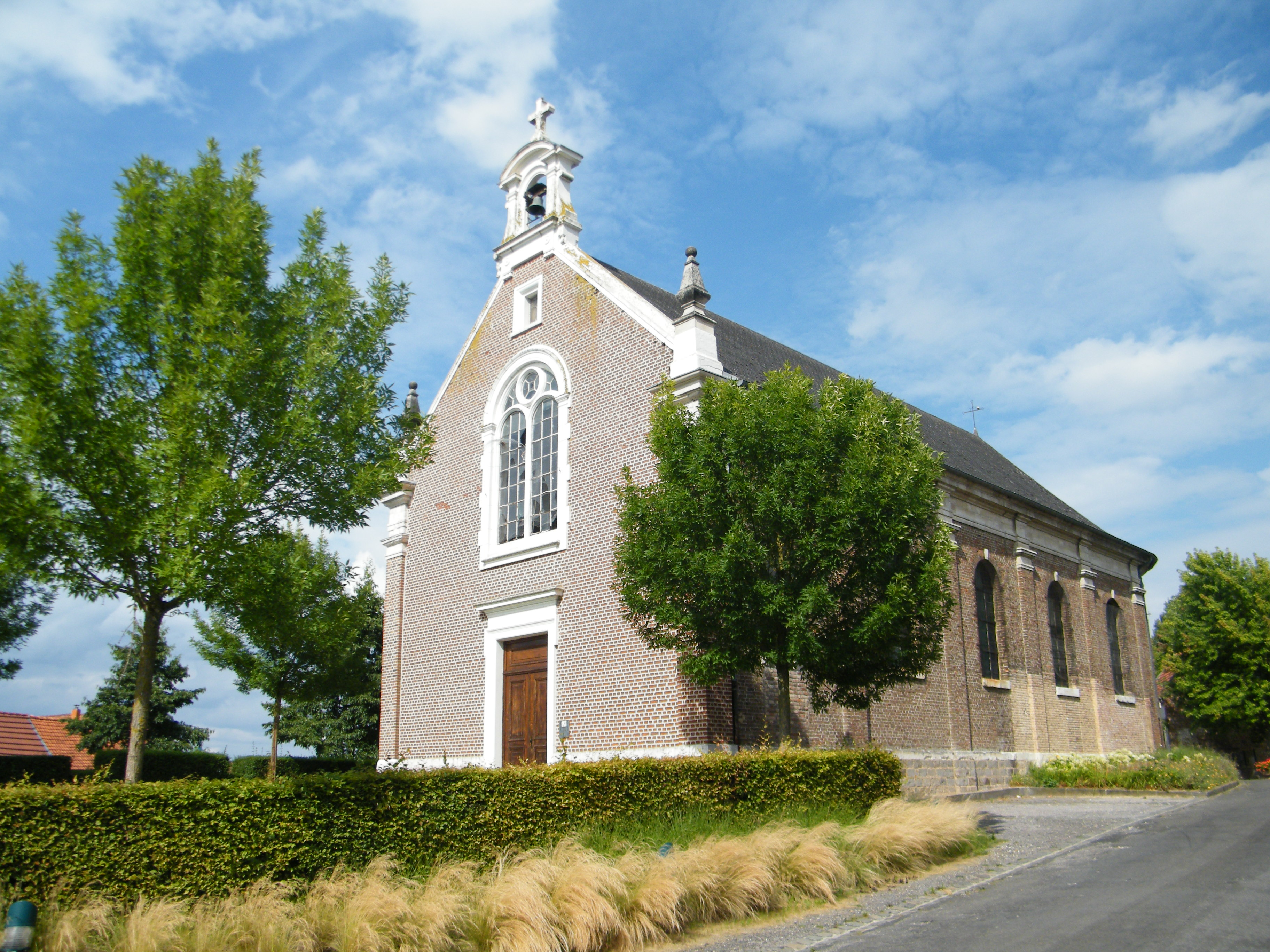
L'église Saint-Martin.
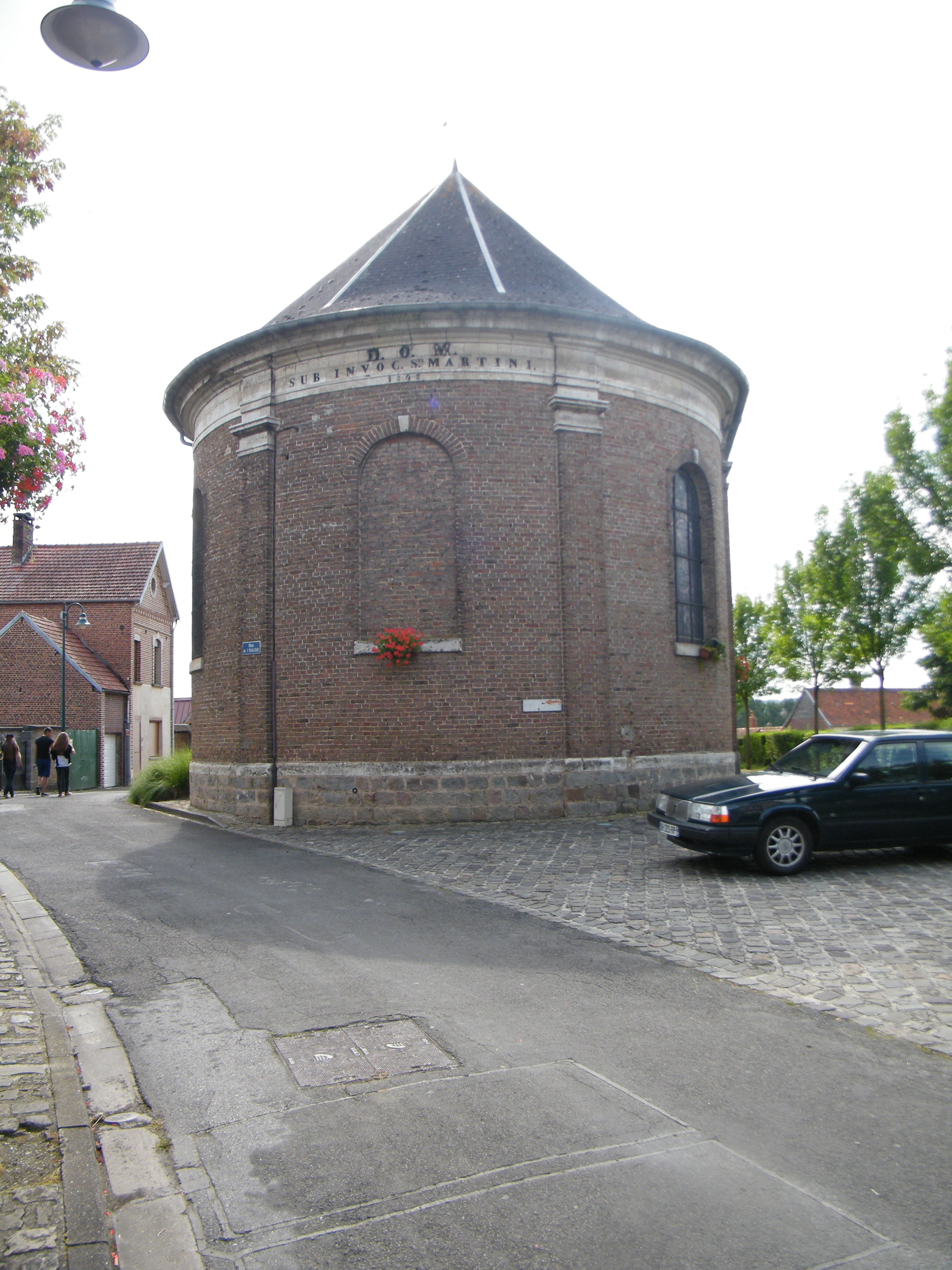
Chevet de l'église.
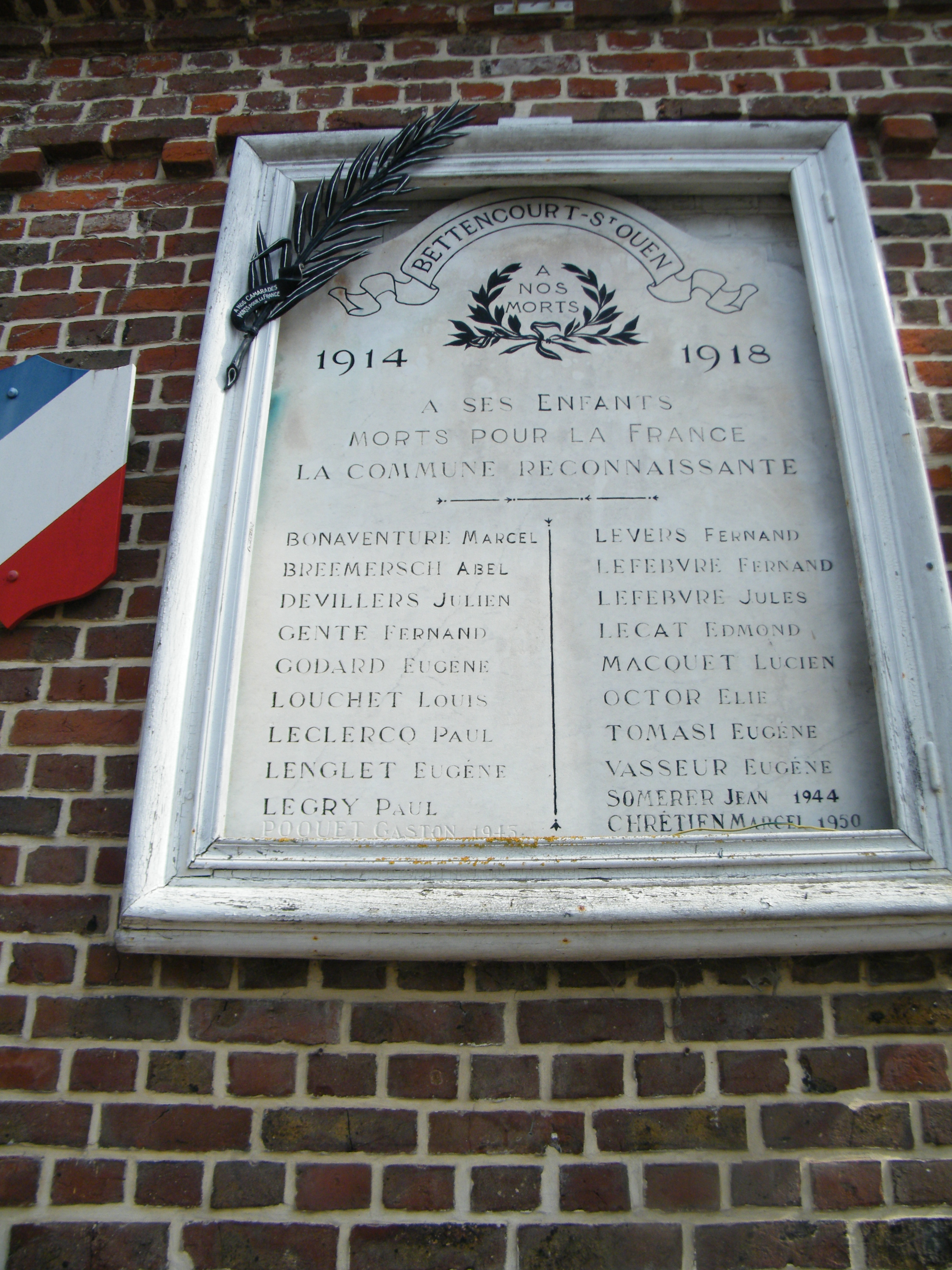
Monument aux morts.

### Personnalités liées à la commune
- Guy de Bettencourt est  mentionné dans un cartulaire de Berteaucourt en 1232[39],[40].

## Pour approfondir